# غوردون سميث (سياسي)
غوردون سميث (بالإنجليزية: Gordon H. Smith)‏ (و. 1952  م) هو سياسي، وقسيس، ورجال دين، ومحامي"SMITH, Gordon Harold - Biographical Information". مؤرشف من الأصل في 2018-09-22.، ورئيس ‏ أمريكي، ولد في بيندلينتون، هو عضوٌ الحزب الجمهوري.

## مناصب
تولى منصب عضو مجلس الشيوخ الأمريكي ‏ (3 يناير 2007–3 يناير 2009)
- عضو مجلس الشيوخ الأمريكي  [لغات أخرى]‏ (3 يناير 2005–3 يناير 2007)
- عضو مجلس الشيوخ الأمريكي  [لغات أخرى]‏ (7 يناير 2003–3 يناير 2005)
- عضو مجلس الشيوخ الأمريكي  [لغات أخرى]‏ (3 يناير 2001–3 يناير 2003)
- عضو مجلس الشيوخ الأمريكي  [لغات أخرى]‏ (3 يناير 1999–3 يناير 2001)
- عضو مجلس الشيوخ الأمريكي  [لغات أخرى]‏ (7 يناير 1997–3 يناير 1999)
- عضو مجلس الشيوخ الأمريكي  [لغات أخرى]‏ (3 يناير 1997–3 يناير 2009)
- عضو مجلس ولاية أوريغون ‏ (1992–1997)
- مساعدة قضائية [الإنجليزية]‏ (1979–1980)

.

## التعليم
تعلم في كلية الحقوق في جامعة ساوث ويسترن ‏، وتحصل منها على شهادة القانون (حتى 1979)، وتعلم في جامعة بريغام يونغ (حتى 1976)، وتعلم في مدرسة ابتدائية
.